# Во, Эндрю Скотт
Сэр Эндрю Скотт Во (англ. Andrew Scott Waugh, 3 февраля 1810, Эдинбург — 21 февраля 1878, Лондон) — офицер британской армии и генеральный инспектор Индии, работавший в Великой тригонометрической службе. Служил под командованием сэра Джорджа Эвереста и сменил его в 1843 году, после чего присвоил имя своего предшественника высочайшей вершине мира.

## Биография

### Ранние годы

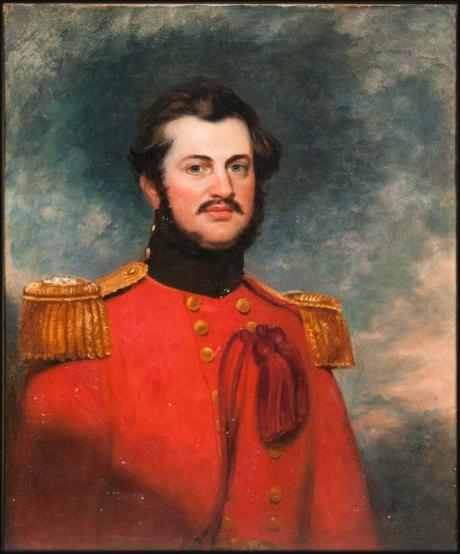
Портрет 1852 года

Первый сын генерала Гилберта Во, который служил генеральным военным ревизором в Мадрасе. После учёбы в Эдинбурге он поступил в Аддискомбскую военную семинарию в 1827 году и 13 декабря того же года был зачислен в Бенгальские инженеры. Он обучался в Чатеме у сэра Чарльза Пэсли, а после, в мае 1829 года, отправился в Индию. Во помогал капитану Хатчинсону в создании литейного завода в Кашипуре и 13 апреля 1831 года стал адъютантом бенгальских сапёров и горняков. Обследовав многие районы центральной Индии, уехал в штаб-квартиру в Дехра-Дун. Эверест отметил, что Во и Ренни проявляли высокие математические способности.

### Карьера
В 1843 году Эверест вышел на пенсию и рекомендовал Во заменить его в должности генерального инспектора. Во обследовал гималайский регион, от Сонакоды до Дехра Дуна. Однако из-за большой высоты этой области в сочетании с её непредсказуемой погодой было получено мало полезных сведений. В эпоху до электронного компьютера группе людей требовалось много месяцев, чтобы вычислить, проанализировать и экстраполировать высоту. В 1852 году руководитель группы Радханат Сикдар прибыл к Во, чтобы объявить, что открытый раннее Пик-XV является самой высокой точкой в мире. Сикдар и Во снова и снова проверяли свои расчёты, чтобы не ошибиться в них, а затем отправили сообщение в Королевское географическое общество из своей штаб-квартиры в Дехрадуне.

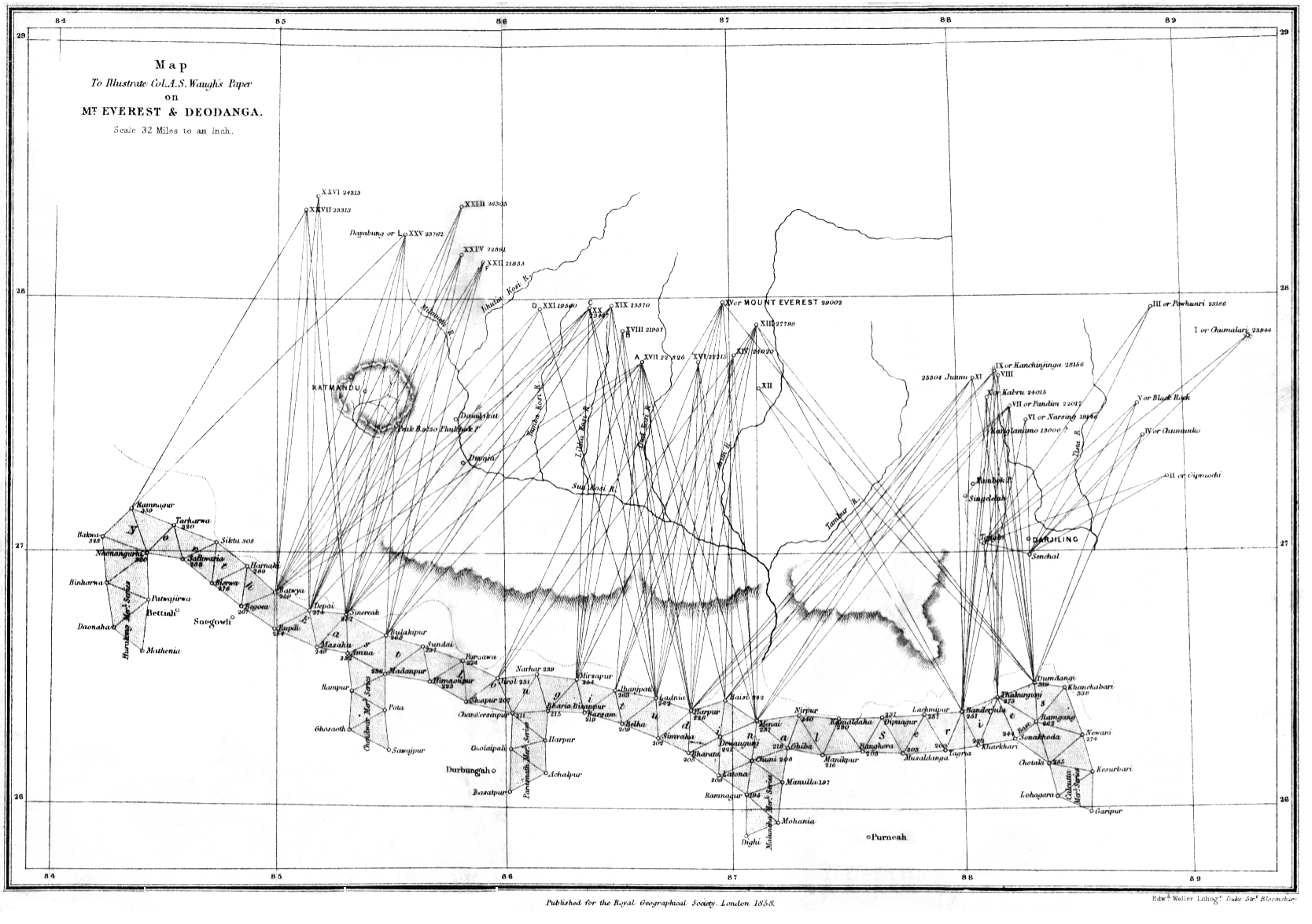
Карта Во, показывающая неправильную идентификацию Ходжсоном Деоданги

Во предложил назвать вершину Эверестом в честь своего предшественника. Изначальным названием было «Мон Эверест», но он изменил его. Джордж Эверест всегда использовал местные названия для объектов, которые он открывал, и Во продолжил эту практику. В случае Пика-XV Эндрю утверждал, что из-за множества названий горы он не мог определить самое популярное. Название «Гора Эверест» было официально принято Королевским географическим обществом несколько лет спустя.
Высота горы Эверест составляет 29 000 футов (8 839,2 м), но в начале была публично объявлена равной 29 002 фута (8 839,8 м), так как создавалось впечатление, что цифру округлили.
Во заметил ошибки в триангуляции, которые, по-видимому, были связаны с притяжением отвеса к гималайским горам, и обратился с проблемой к священнослужителю, архидиакону Джону Генри Пратту. Он изучил проблему и выдвинул идею изостазии.
В 1857 году Королевское географическое общество наградило Во медалью покровителя, а в следующем году он стал их членом. Три года спустя, в 1861 году, Эндрю получил звание генерал-майора и был заменён на посту генерального инспектора Анри Тюилье.
Во опубликовал руководство «Инструкции по топографической съёмке» в 1861 году, а результаты его исследований были опубликованы в многочисленных отчётах.

### Смерть

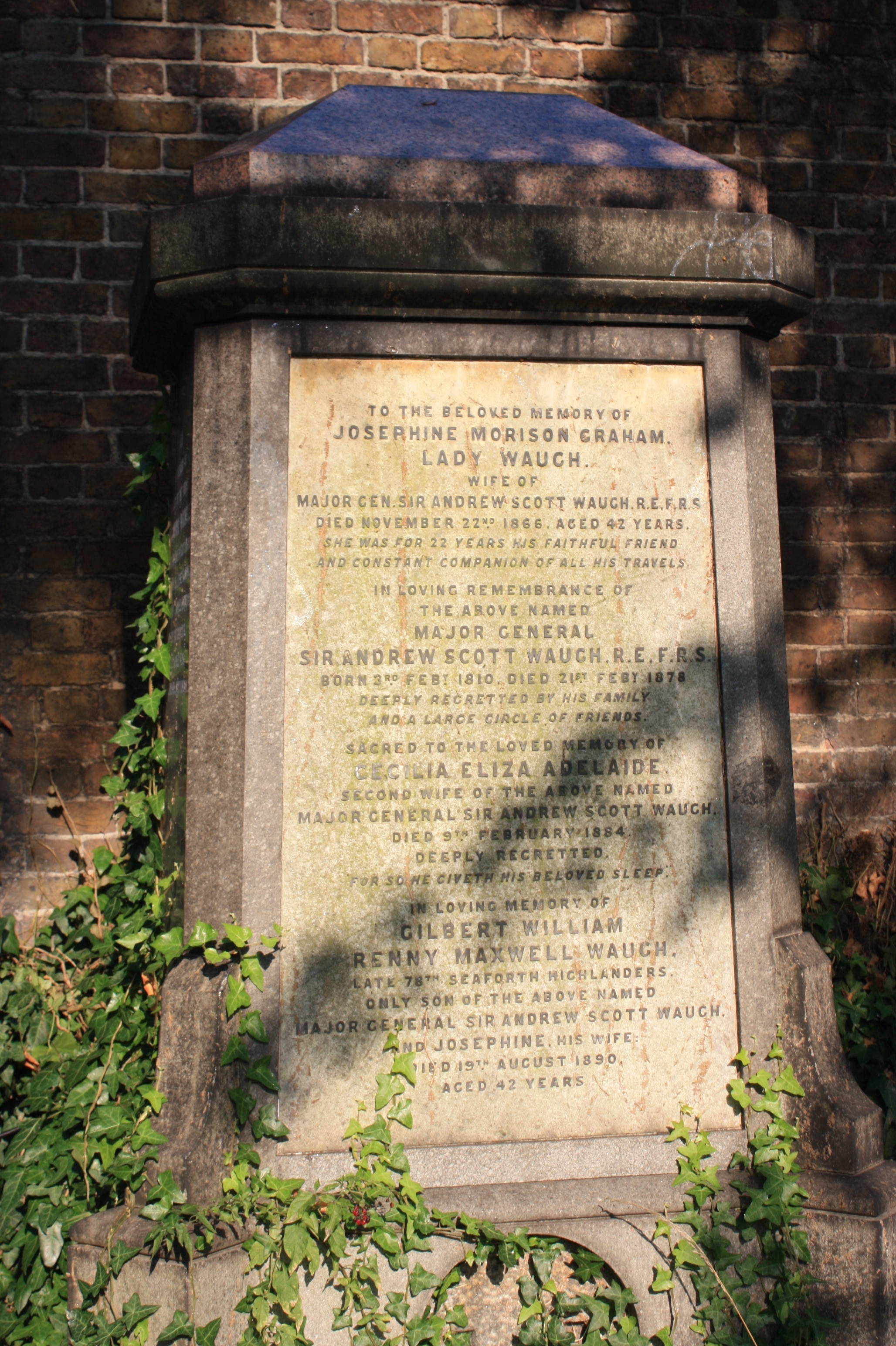
Могила Эндрю Скотта Во

Во умер в 1878 году и похоронен на Бромптонском кладбище вдоль восточной стены.

## Личная жизнь
Первая жена Во, Жозефина, была дочерью доктора Уильяма Грэма из Эдинбурга. Она умерла 22 февраля 1866 года в возрасте 42 лет. Его второй женой стала Сесилия Элиза Аделаида, дочь генерал-лейтенанта Томаса Уайтхеда. Скончалась 9 февраля 1884 года.